# エイバ・マックス

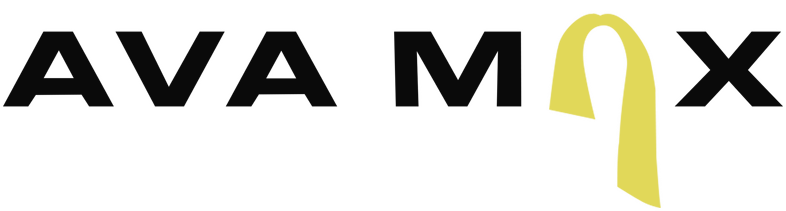
ロゴ

エイバ・マックス（Ava Max、本名：アマンダ・エイバ・コチ、1994年2月16日 - ）は、アメリカのシンガーソングライター。シングル『Sweet but Psycho』が世界的なヒットを記録した。身長156cm。

## 来歴
アメリカ合衆国ウィスコンシン州ミルウォーキーでアルバニアの南部出身の移民の両親のもとに生まれた。父はピアニストで、母はオペラ歌手だったという。子供の頃から歌の才能に恵まれており数々のコンクールで入賞している。歌手になるため14歳の時に当時家族が住んでいたバージニア州から母と共にロサンゼルスに移住したが、1年後に地元に戻っている。17歳の時に再度ロサンゼルスへ向かった。
セリーヌ・ディオン、マライア・キャリー、ホイットニー・ヒューストンなどをよく聴いていたという。さらにはマドンナ、グウェン・ステファニー、ファーギー、ブリトニー・スピアーズ、クリスティーナ・アギレラ、レディ・ガガらに影響を受けているという。音楽スタイルや派手なルックスが彼女らに似ていると言われることもある。
2013年にエイバ・マックスの名で初めて曲を発表したが（『Take Away the Pain』）、送ったデモテープが返却される日々が数年間続いた。転機が訪れたのはロサンゼルスで開かれた音楽プロデューサー・サークットのバースデーパーティーにおいてである。サークットは、リアーナ、ザ・ウィークエンド、ブリトニー・スピアーズ、ジェシー・J、ケシャ、シャキーラらをプロデュースしている著名人で、ケイティ・ペリーに提供した3曲とマイリー・サイラスに提供した1曲でBillboard Hot 100で1位を獲得している。パーティーでエイバは『ハッピーバースデートゥーユー』を歌い、それをきっかけとしてサークットと共同制作を始めるようになった。曲は音声ファイル共有サービス・SoundCloudで発表され、2016年1月の『Anyone But You』リリースを契機に多くのレコード会社からオファーを受けた。
2018年4月には『My Way』、2018年5月には『Slippin』がシングル曲として発表され、2018年8月には『Not Your Barbie Girl』がプロモーションシングルとしてリリースされた。2018年8月にノルウェーの音楽プロデューサーから送られたメロディを元にエイバ自身がサークットらと共に書き上げた『Sweet but Psycho』が3番目のシングルとしてリリースされると、爆発的に売り上げを伸ばし、20か国でヒットチャート1位を記録した。インタビューで歌詞について「恋愛関係において誤解されている女の子について書きました。サイコと呼ばれ、自分の頭が変だと感じているけれど、実は正直でオープンで素直であけすけなだけ。彼はそんな彼女のどんな面も愛しているし、どうしても愛することを止められないんです」と語っている。その後、音楽プロデューサーであるデヴィッド・ゲッタのアルバムに参加した。
2019年1月に『Sweet but Psycho』が、Billboard Dance 100で1位を獲得した。2019年3月には『So Am I』がリリースされ、ヨーロッパを中心にヒットし、ノルウェーではチャート2位を記録した。2019年8月に、アメリカの歌手であるAJミッチェルにフィーチャーされた『Slow Dance』をリリースし、2019 MTV Europe Music AwardsでBest Push Actを受賞した。同月27日にシングル『Torn』をリリース。この曲はフィアットおよびトラサルディとコラボし、フィアット・パンダ・トラサルディのCMソングに起用された。2019年9月には、ワーナー/チャペル・ミュージックとArtist Publishing Groupと共同出版の契約を結んだ。2019年11月には、パブロ・アルボランとのデュエット曲である『Tabú』をリリース。2019年10月に開催されたAttitude Awardsにて、2020年に初のスタジオアルバムをリリースすることが発表された。

## ディスコグラフィー

### アルバム
| 年                                        | タイトル      | アルバム詳細                                                                                            | チャート最高位 | チャート最高位 | チャート最高位 | チャート最高位 | チャート最高位 | チャート最高位 | チャート最高位 | チャート最高位 | チャート最高位 | チャート最高位 | 認定                                                             |
| 年                                        | タイトル      | アルバム詳細                                                                                            | US             | AUS            | AUT            | FRA            | GER            | NLD            | NOR            | SWE            | SWI            | UK             | 認定                                                             |
| ----------------------------------------- | ------------- | --- | -------------- | -------------- | -------------- | -------------- | -------------- | -------------- | -------------- | -------------- | -------------- | -------------- | ---------------------------------------------------------------- |
| 2020                                      | Heaven & Hell | - 発売日: 2020年9月18日 - レーベル: アトランティック - フォーマット: CD, LP, cassette, digital download | 27             | 7              | 6              | 14             | 7              | 6              | 2              | 7              | 5              | 2              | - US: ゴールド - FRA: ゴールド - NOR: 2× プラチナ - UK: シルバー |
| "—"は未発売またはチャート圏外を意味する。 |               | |                |                |                |                |                |                |                |                |                |                |                                                                  |

### シングル
| "My Way"                                                                               | 2018 | —  | —  | —  | —  | —  | —  | — | —  | —  | —  | | 未定 |
| "Slippin" (featuring Gashi)                                                            | 2018 | —  | —  | —  | —  | —  | —  | — | —  | —  | —  | | 未定 |
| "Sweet but Psycho"                                                                     | 2018 | 10 | 2  | 1  | 1  | 1  | 1  | 1 | 1  | 1  | 1  | - US: プラチナ - AUS: プラチナ×3 - UK: プラチナ - GER: プラチナ - IFPI DEN: ゴールド - IFPI NOR: プラチナ - NZ: プラチナ | 未定 |
| "So Am I"                                                                              | 2019 | —  | 14 | 16 | 8  | 21 | 13 | 2 | 27 | 16 | 13 | | 未定 |
| "Torn"                                                                                 | —    | —  | —  | —  | 59 | —  | —  | — | —  | 87 |    | | 未定 |
| "Tabú" (with Pablo Alborán)                                                            | —    | —  | —  | —  | —  | —  | —  | — | —  | —  |    | | 未定 |
| "—" はその曲がチャート入りしなかった、もしくはその国でリリースされなかったことを表す。 |      |    |    |    |    |    |    |   |    |    |    | |      |

### プロモーションシングル
| タイトル               | 年   | 収録アルバム |
| ---------------------- | ---- | ------------ |
| "Not Your Barbie Girl" | 2018 | 未定         |